# Giovan Battista Contini
Giovan Battista Contini (Montalcino, 7 maggio 1642 – Roma, 16 ottobre 1723) è stato un architetto italiano, protagonista dell'ultima fase del barocco romano.

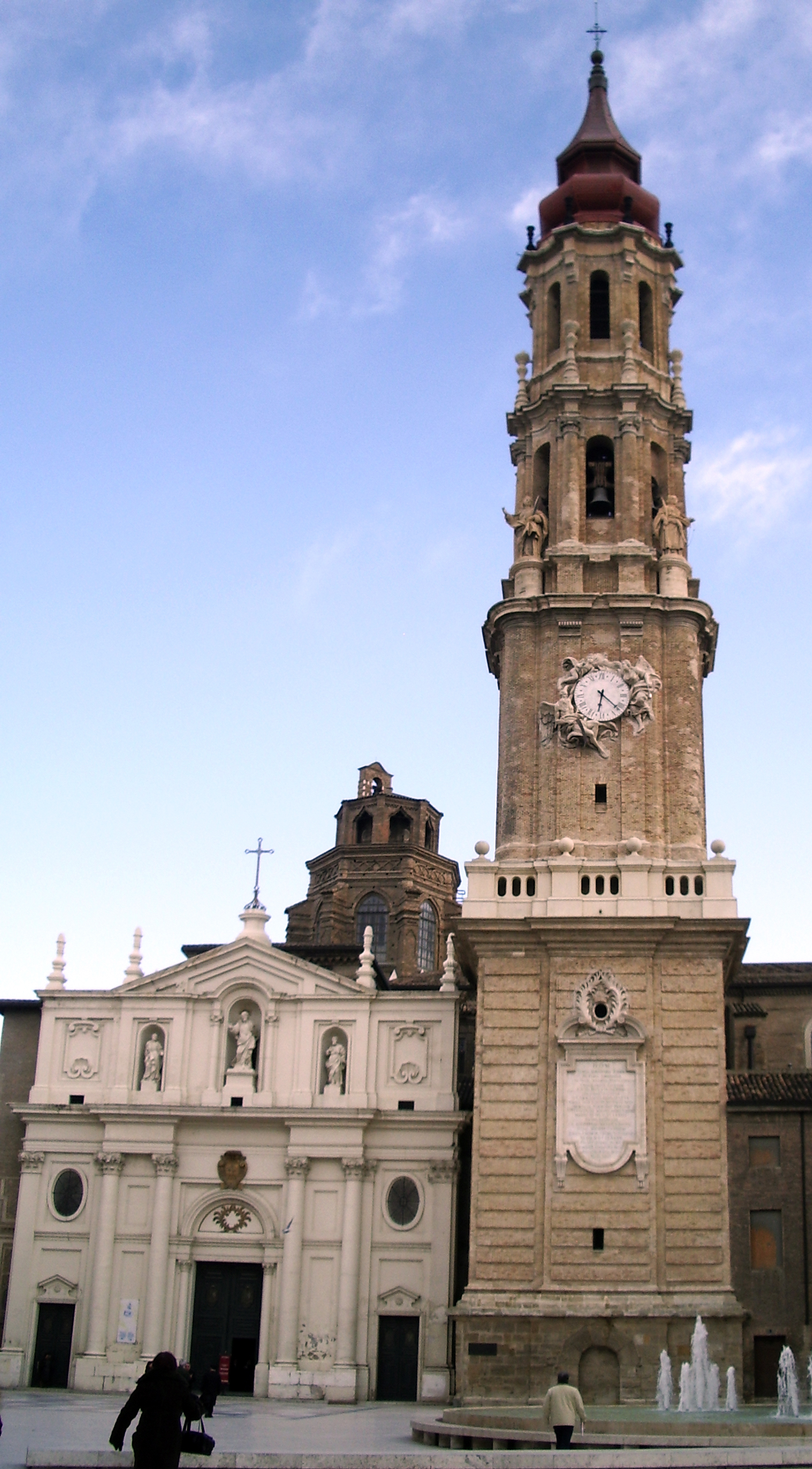
La torre della cattedrale di Saragozza, realizzata su disegno di Contini.

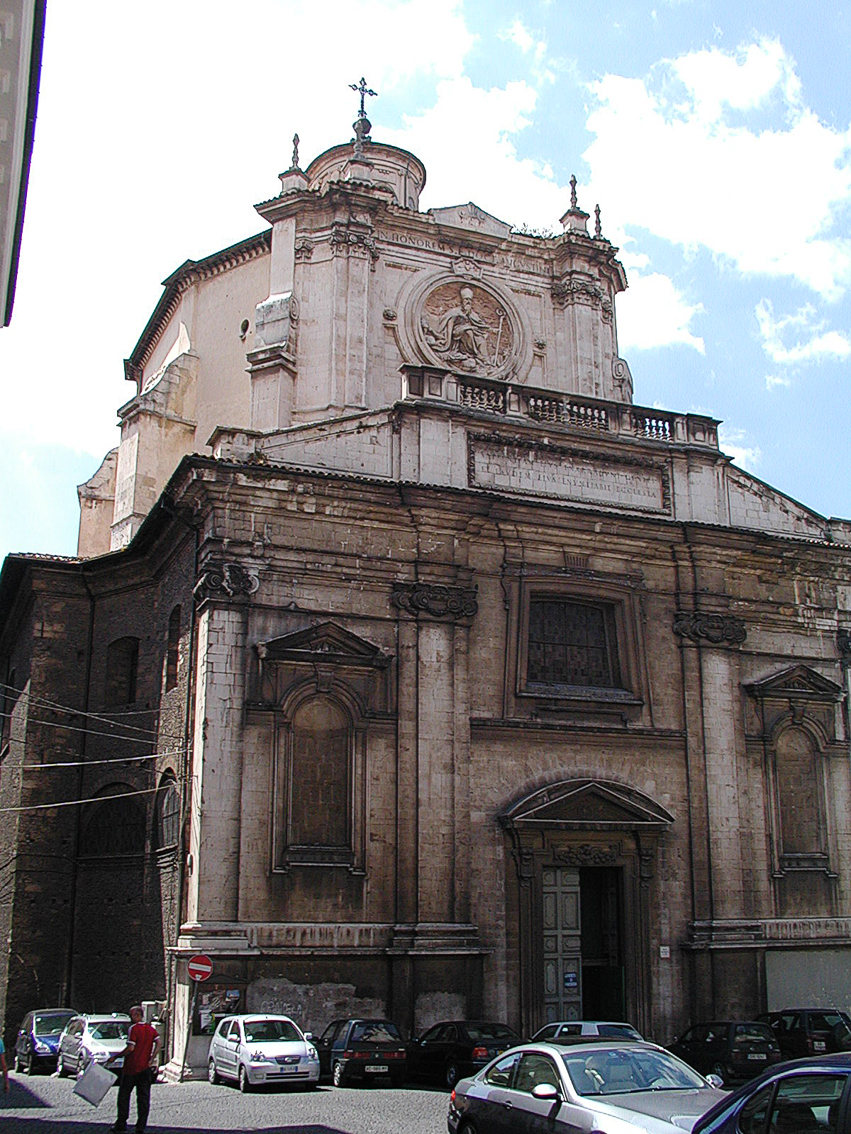
La Chiesa di Sant'Agostino all'Aquila.

Figlio dell'architetto Francesco Contini e allievo di Gian Lorenzo Bernini, fu personalità poliedrica ed operò nel campo dell'architettura civile, di quella religiosa, dell'urbanistica, del teatro e dell'ingegneria idraulica. Fu membro dell'Accademia nazionale di San Luca, collaboratore di Carlo Fontana e maestro di Gabriele Valvassori.

## Biografia
Figlio dell'architetto romano di scuola borrominana Francesco Contini e di Agata Baronio di Arcangelo, fu allievo del padre e di Gian Lorenzo Bernini, cui rimase legato per tutta la vita. Con lui realizzò il sepolcro di Alessandro VII.
Inizialmente lavorò a Roma, per poi ricevere commissioni da varie città dello Stato Pontificio e del Regno di Napoli. Divenne celebre come progettista delle decorazioni di cappelle nobiliari e fu l'autore di numerosi allestimenti festivi e catafalchi per commemorazioni funebri. Una delle sue prime opere fu la cappella Marcaccioni nella romana Santa Maria del Suffragio (1674). Più rilevante furono tuttavia la cappella di Santa Caterina realizzata per gli Elci nella basilica di Santa Sabina — in cui l'architetto rende al meglio gli effetti della luce e della policromia degli stucchi — e quella di San Pietro d'Alcantara realizzata per i De Angelis nella basilica di Santa Maria in Aracoeli.
Alla morte del Bernini, nel 1680, gli successe come architetto della Camera apostolica e dell'Acqua Vergine. Nel 1683 divenne principe dell'Accademia nazionale di San Luca, dove fu tuttavia poco attivo; in questo periodo realizzò il progetto per il campanile della cattedrale di Saragozza. Successe inoltre a Francesco Borromini nella fabbrica della chiesa di Sant'Ivo alla Sapienza dove realizzò l'altare. Nel 1686 si recò da Montecassino a Catania, dove fu approvato il suo progetto della nuova chiesa del monastero di San Nicolò l'Arena e di tutta quest’abbazia cassinese danneggiata dall’eruzione dell'Etna del 1669 — progetto che nel 1704, dopo la distruzione degli edifici preesistenti causata dal terremoto del Val di Noto del 1693, modificò ancora in parte. Nel 1689 gli fu commissionata la chiesa e il convento dei Filippini a Macerata; il primo progetto non ricevette l'approvazione dell'ordine cosicché Contini ne produsse un altro — a pianta ovale trasversale, di chiara derivazione berniniana — nel 1705 che venne poi realizzato dopo la sua morte, nel 1732. Sempre a Macerata, realizzò il Palazzo Buonaccorsi. Dal 1689 al 1704 collaborò inoltre con Carlo Fontana con il quale progettò anche la sistemazione dei giardini del cortile del Belvedere a Roma. Nello stesso periodo costruì il Palazzo della Badia a Monterosi e la chiesa di San Domenico a Ravenna.
Dopo il terremoto dell'Aquila del 1703, al culmine della sua carriera, venne chiamato per il restauro della basilica di San Bernardino ma il suo progetto — che prevedeva un'ardita struttura a prisma ottagonale alzata a tutta l'altezza del tamburo, già disegnata per la chiesa di Sant'Agostino, realizzata a partire dal 1720 sempre all'Aquila — non ricevette approvazione. Il Contini comunque supervisionò i lavori di rifacimento della basilica insieme a Filippo Barigioni e Sebastiano Cipriani. In questo periodo realizzò a Roma la chiesa delle Santissime Stimmate di San Francesco con gli angoli concavi che anticipano lo stile di Filippo Juvarra ed i cui lavori inizieranno solamente nel 1714. Progettò poi, su commissione del marchese Marescotti, la nuova chiesa di Santa Maria della Presentazione a Vignanello, realizzata tra il 1719 ed il 1723. Sulla stessa piazza, realizzò il Palazzo Marescotti, la sua ultima opera.
Il Contini fu inoltre autore di scenografie e spazi per il teatro; nel 1712 allestì per il principe Francesco Maria Marescotti Ruspoli il teatro dell'Arcadia e numerose altre opere. Fu inoltre attivo nel campo dell'ingegneria idraulica e, tra il 1690 ed il 1693 venne chiamato a fronteggiare le inondazioni del Po nella pianura Padana.
Morì il 16 ottobre 1723 a Roma venendo sepolto nella cappella di famiglia nella chiesa Nuova.

## Opere principali
- Cappella Marcaccioni, chiesa di Santa Maria del Suffragio, Roma, 1674;
- Cappella di Santa Caterina, basilica di Santa Sabina, Roma, 1671;
- Cappella di San Pietro d'Alcantara, basilica di Santa Maria in Aracoeli, Roma, 1682-1684;
- Campanile della cattedrale del Salvatore, Saragozza (Spagna), 1683;
- Altare della chiesa di Sant'Ivo alla Sapienza, Roma, 1684;
- Ristrutturazione della chiesa di San Filippo Neri, Cingoli, 1685;
- Chiesa e monastero di San Nicolò l'Arena, Catania, 1686:
- Palazzo della Badia, Monterosi, 1690;
- Palazzo Buonaccorsi, Macerata, 1697;
- Restauro della chiesa di San Domenico, Ravenna, 1699;
- Biblioteca Chigiana, Roma, fine XVII secolo[7];
- Chiesa e convento di San Filippo, Macerata, 1705;
- Chiesa di Sant'Agostino, L'Aquila, 1707;
- Restauro della basilica di San Bernardino, L'Aquila, 1708;
- Chiesa delle Santissime Stimmate di San Francesco, Roma, 1708;
- Chiesa di Santa Maria della Presentazione, Vignanello, 1710;
- Cattedrale di Sant'Andrea, Vetralla, 1710;
- Palazzo Marescotti, Vignanello, 1723.